# Sonate K. 386
La sonate K.386 (F.332/L.171) en fa mineur est une œuvre pour clavier du compositeur italien Domenico Scarlatti.

## Présentation
La sonate K. 386 en fa mineur, notée Presto, est la première de la paire qui clôt les volumes de Venise VIII et Parme X, avec la K. 387, de même tonalité. Elle est écrite à deux voix de bout en bout, dans un style de toccata et traversée de gammes chromatiques et d'arpèges brisés.
Outre l'inspiration issue du style de toccata, il y a une fusion dans la syntaxe et l'inflexion qui suggèrent l'Espagne et la danse. Par exemple la mesure 32, qui est clairement une harmonie espagnole.

Dans la seconde partie, à quelques mesures de la fin, Scarlatti réduit sa matière sonore à une simple pulsation rythmique du plus grand intérêt émotionnel dans son contexte (mesures 79 à 81), avec des croches à la main droite et des blanches à la main gauche. Bengt Johnsson, l'éditeur de la sélection de sonates (volume 1) publiée chez Henle, précise que, « pour des raisons musicales, il serait mieux de ne pas observer » la dernière reprise.

## Manuscrits

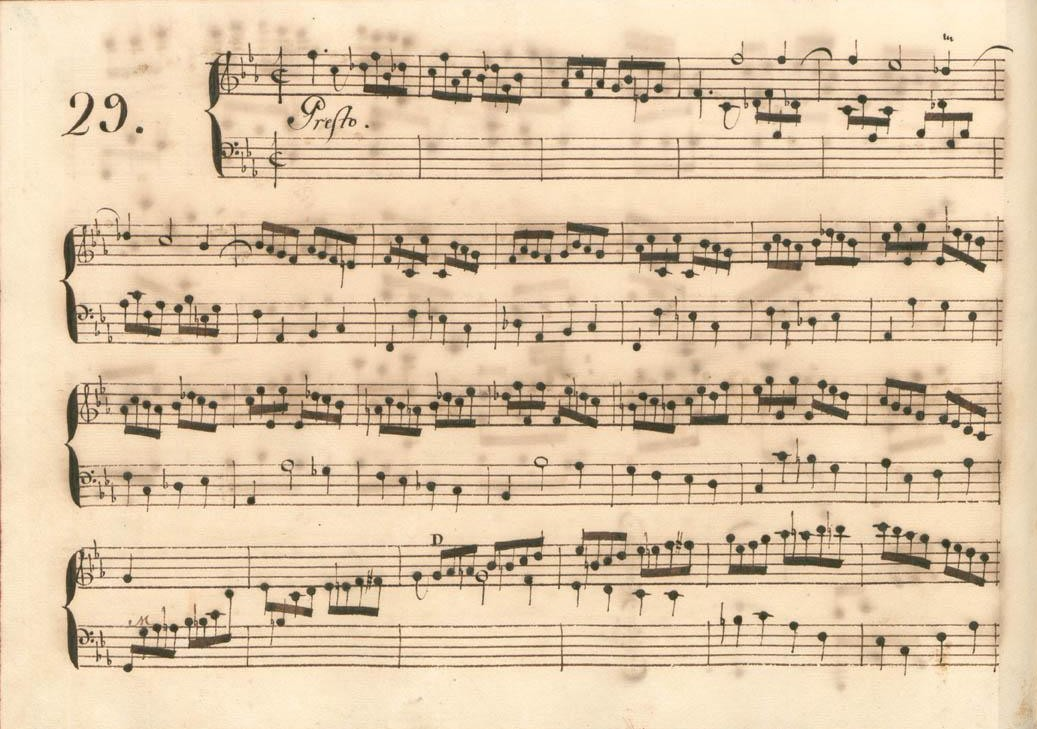
Début de la sonate, extraite du volume X du manuscrit de Parme.

Le manuscrit principal est le numéro 29 du volume VIII (Ms. 9779) de Venise (1754), copié pour Maria Barbara ; les autres sont Parme X 29 (Ms. A. G. 31415) et Münster IV 67 (Sant Hs 3967). Une copie figure à Cambridge, dans le manuscrit Fitzwilliam, 32 F 12 (no 15) copié en 1772 ; et à la Morgan Library, ms. Cary 703 (no 56).

## Interprètes
Au piano, les interprètes de la sonate K. 386 sont notamment Clara Haskil (c.1946, BBC/Tahra ; 1950, Westminster/Decca), Christian Zacharias (1984, EMI), Mikhaïl Pletnev (1994, Virgin/Erato), Zhu Xiao-Mei (1995), Carlo Grante (2013, Music & Arts, vol. 4), Sean Kennard (2017, Naxos, vol. 17) et Elisabeth Brauß (Festivaldebüts, 2019, Ruhr festival, vol. 38).
Au clavecin, elle est défendue par Scott Ross (1985, Erato), Trevor Pinnock, Colin Tilney (Music & Arts), Richard Lester (2003, Nimbus, vol. 3) et Pieter-Jan Belder (2013, Brilliant Classics, vol. 4). 
David Schrader (1997, Cedille) et Aline Zylberajch (2003, Ambronay) l'ont enregistrée au piano-forte. À l'accordéon, l'instrumentiste finlandais Janne Rättyä l'a enregistrée pour le label Ondine (2014). Vincent Boucher l'a enregistrée à l'orgue (2005, Atma).

## Sources
: document utilisé comme source pour la rédaction de cet article.
- Ralph Kirkpatrick (trad. de l'anglais par Dennis Collins), Domenico Scarlatti, Paris, Lattès, coll. « Musique et Musiciens », 1982 (1re éd. 1953 (en)), 493 p. (OCLC 954954205, BNF 34689181), p. 194.
- Alain de Chambure/Scott Ross, « Domenico Scarlatti : Intégrale des sonates — Scott Ross », p. 217, Erato (2564-62092-2), 1985 (OCLC 891183737) .
- (en) W. Dean Sutcliffe, The Keyboard Sonatas of Domenico Scarlatti and Eighteenth-Century Musical Style, Cambridge / New York, Cambridge University Press, 2008, xi-400 (ISBN 978-0-521-07122-2, OCLC 1005658462), p. 178.
- (es) Celestino Yáñez Navarro (thèse), Nuevas aportaciones para el estudio de las sonatas de Domenico Scarlatti. Los manuscritos del Archivo de Música de las Catedrales de Zaragoza, Université autonome de Barcelone, 2016 (lire en ligne)